# Gary Cahill
Gary James Cahill, més conegut com a Gary Cahill, (Sheffield, 19 de desembre de 1985) és un futbolista anglès, de d'ascendència irlandesa per part del seu avi. Juga com a defensa i actualment milita al Chelsea FC.

## Palmarès
Chelsea FC
- 1 Lliga de Campions de la UEFA: 2011-12.
- 2 Lliga Europa de la UEFA: 2012-13, 2018-19.
- 2 Premier League: 2014-15, 2016-17.
- 2 Copa anglesa: 2011-12, 2017-18.
- 1 Copa de la lliga anglesa: 2014-15.